# Drasteria cailino
Drasteria cailino là một loài bướm đêm thuộc họ Erebidae. Nó được tìm thấy ở miền nam châu Âu, Cận Đông và Trung Đông tới miền tây Himalaya in the east. In the Levant, several isolated populations are present ở Liban, Syria và Israel.
Có hai lứa trưởng thành một năm. Con trưởng thành bay vào từ tháng 5 đến tháng 7 và vào đầu autumn.
Ấu trùng ăn Salix viminalis và Rosa canina.

## Phụ loài
- Drasteria cailino cailino
- ?Drasteria cailino medialba